# 화궁

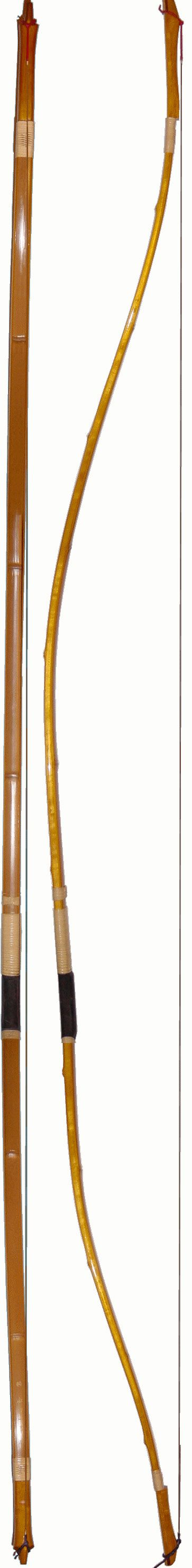
화궁

화궁(일본어: 和弓、わきゅう 히고유미[*])은 일본 고유의 장궁을 가리킨다. 길이 약 221cm가 표준길이이다. 화궁이란 서양의 활및 궁술인 양궁(洋弓)에 대비되는, 일본의 궁도 및 궁술에 사용되는 장궁을 가리키며, 활을 나타내는 유미(弓)라고 하기도 한다. 예로부터 길이 2m를 기준으로 그보다 큰 것을 대궁(大弓)이라 불렀으며, 그보다 작은 것은 반궁(半弓)이라 불렀다. 화궁이 다른 활과 구별되는 가장 큰 구조상의 특징은 활시위를 메기는 위치가 아래쪽에 치우쳐 있는 상장하단(上長下短)구조이다. 이 밸런스의 불균형때문에 화궁을 쏘는데는 고도의 숙련된 기술이 필요한 반면에, 활의 반동이 적은 장점도 있다. 일본의 화궁은 길이상으로 세계에서 가장 긴 활에 속한다.

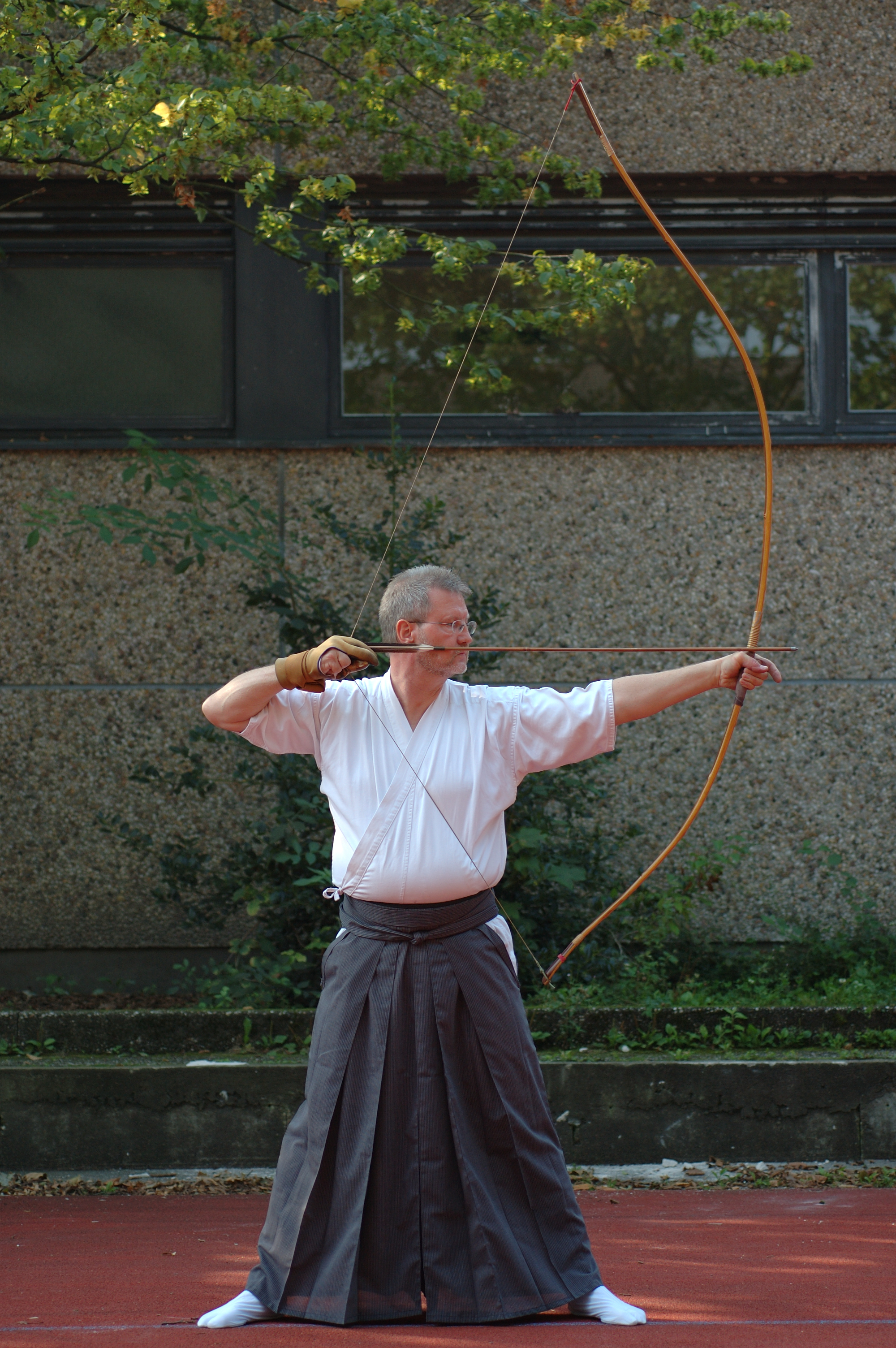
일본의 화궁을 쏘는 자세